# Qaa
Qaa (eigentl. Hor-Qaa) ist der Horusname eines altägyptischen Königs (Pharaos) der 1. Dynastie (Frühdynastische Zeit), welcher um 2870/50 v. Chr. regierte.
Über die tatsächliche Regierungsdauer herrscht Uneinigkeit, im Turiner Königspapyrus werden Qaa 63 Jahre zugesprochen, Manetho hingegen schreibt ihm lediglich 26 Jahre zu. Nach neueren Erkenntnissen, die auf Gefäßinschriften sowie Auswertungen und Rekonstruktionen des Palermosteins gründen, dürfte Qaa etwa 33–34 Jahre regiert haben.

## Name und Identität
Qaas Name ist von einigem Interesse für die Ägyptologie, weil er bedeutsame Entwicklungsschritte in der königlichen Heraldik und in der Grammatik offenbart. In diversen Gefäßinschriften und Elfenbeingravuren auf Warenetiketten erscheinen mehrere, abweichende Namensschreibweisen. Besonders der erstmals fest etablierte Thronname erscheint grob in zwei unterschiedlichen Versionen. Die erste lautet: Nesut-Bitj-Nebti Qaa, ist also dem Horusnamen nachgebildet. Die zweite Version lautet: Nesut-Bitj-Nebti Sen und erscheint auch als loser Nebtiname. Besonders dieser „zweite Nebtiname“ ist auffällig, weil er wiederum in vier verschiedenen Schreibweisen überliefert ist. Aber auch von Qaas Horusnamen liegt eine Variation vor: Auf zwei Elfenbeintäfelchen sind Statuen abgebildet, die für Qaa angefertigt und gesegnet wurden. Neben der Darstellung der Statue ist der Horusname abgebildet. Dieser besteht dort nur aus dem Hieroglyphenzeichen X7 („Sandhügel“).

## Familie
Es ist nicht klar, wer Qaas Vater ist. Man vermutet jedoch, dass Semerchet (sein Vorgänger) oder Anedjib sein Vater sein könnte. Manetho zufolge ist er der Sohn des Semerchet.

## Regierung

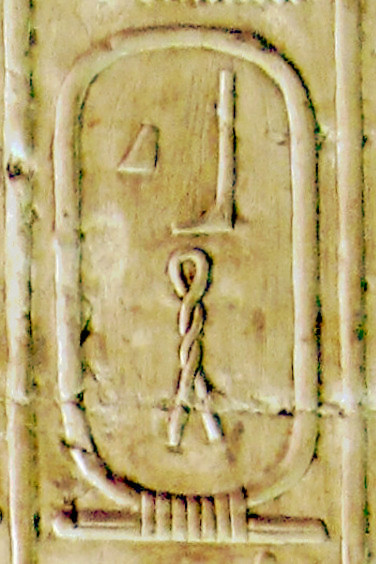
Kartuschenname Qebeh in der Abydos-Liste.

Peter Kaplony identifiziert Qaa vor seinem Regierungsantritt als den Beamten Qaa-nebti, der den Funktionstitel eines Sem trug. Die Aufgaben des erst in der 5. Dynastie belegten Sem-Priesters führte zu dieser Zeit noch der älteste Königssohn und Nachfolger selbst aus. Kaplony vermutet aus diesen Gründen, dass Qaa als Kronprinz und ältester Sohn über den natürlichen Nachfolgeritus den Thron bestieg.
Qaa scheint relativ lange Zeit regiert zu haben. Auf Steinschalen aus Sakkara ist sein zweites Sedfest (Heb-sed) belegt. In Sakkara datieren mehrere Mastabas (S3500, S3505, S3120) in seine Regierungszeit. Die ersten Regierungsjahre sind auf dem Kairener Fragment des Palermosteins erhalten, doch verzeichnet dies meist nur religiöse Feierlichkeiten. Es sind einige Jahrestäfelchen des Herrschers bekannt, wovon eines die Gründung eines Gebäudes namens qau-netjeru erwähnt.
Eine Mastaba in Sakkara (S3505) gehört dem Beamten Merka. Erstmals ist dieser Mastaba ein Totentempel vorgelagert, wobei noch Reste der Bemalung erkennbar sind. Weitere hohe Beamte unter Qaa sind ein gewisser Henuka, der auch schon unter Semerchet im Amt war, sowie Neferef und Sabef, die in Abydos begraben wurden. Von Sabef fand sich dort eine dekorierte Stele. Unter Qaa ist zum ersten Mal das wichtige Amt eines Wesirs (Tjati) bezeugt, dessen Name jedoch nicht überliefert ist.

## Übergang von 1. zu 2. Dynastie
Es gibt Anzeichen, dass das Ende seiner Regierungszeit nicht ganz unproblematisch war. Im oben genannten Grab des Beamten Merka fand sich der Name eines sonst wenig bezeugten Herrschers, Seneferka. Auf weiteren Gefäßfragmenten, die in etwa in diese Zeit datieren, fand sich der Name eines gewissen König „Vogel“. Beide Herrscher erscheinen nicht in späteren Königslisten. Es wird vermutet, dass diese Herrscher nach dem Tod von Qaa um den Thron kämpften und Hetepsechemui, erster Herrscher der 2. Dynastie, die Lage gewaltsam beenden musste, woraufhin eine neue Dynastie begann. Im Falle des Namens von Seneferka ist aber auch vermutet worden, dass es ein zweiter Horusname von Qaa gewesen sein könnte, den dieser nur sehr kurze Zeit trug.

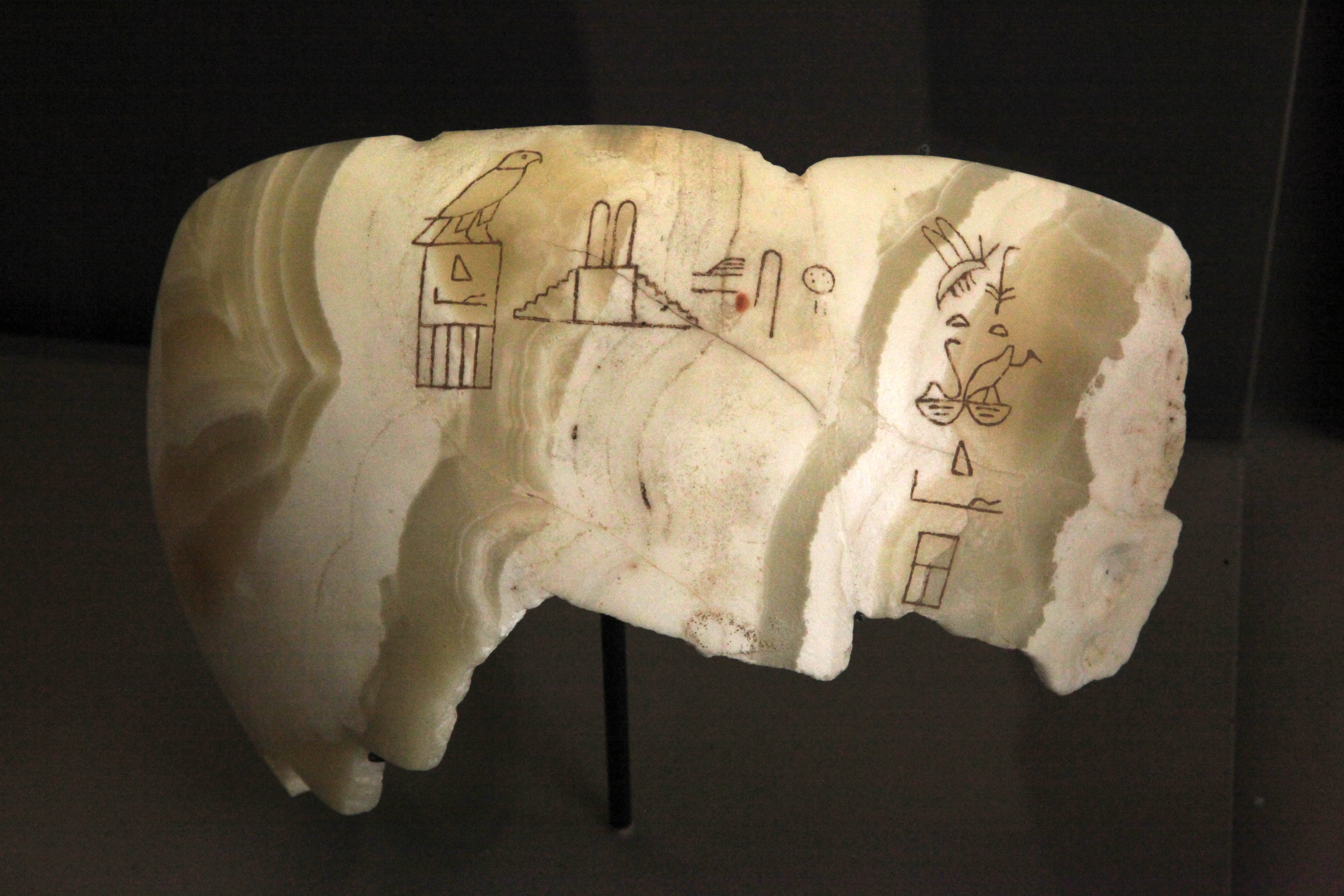
Gefäßfragment mit Namen des Qaa und Vermerk „1. Heb-sed“
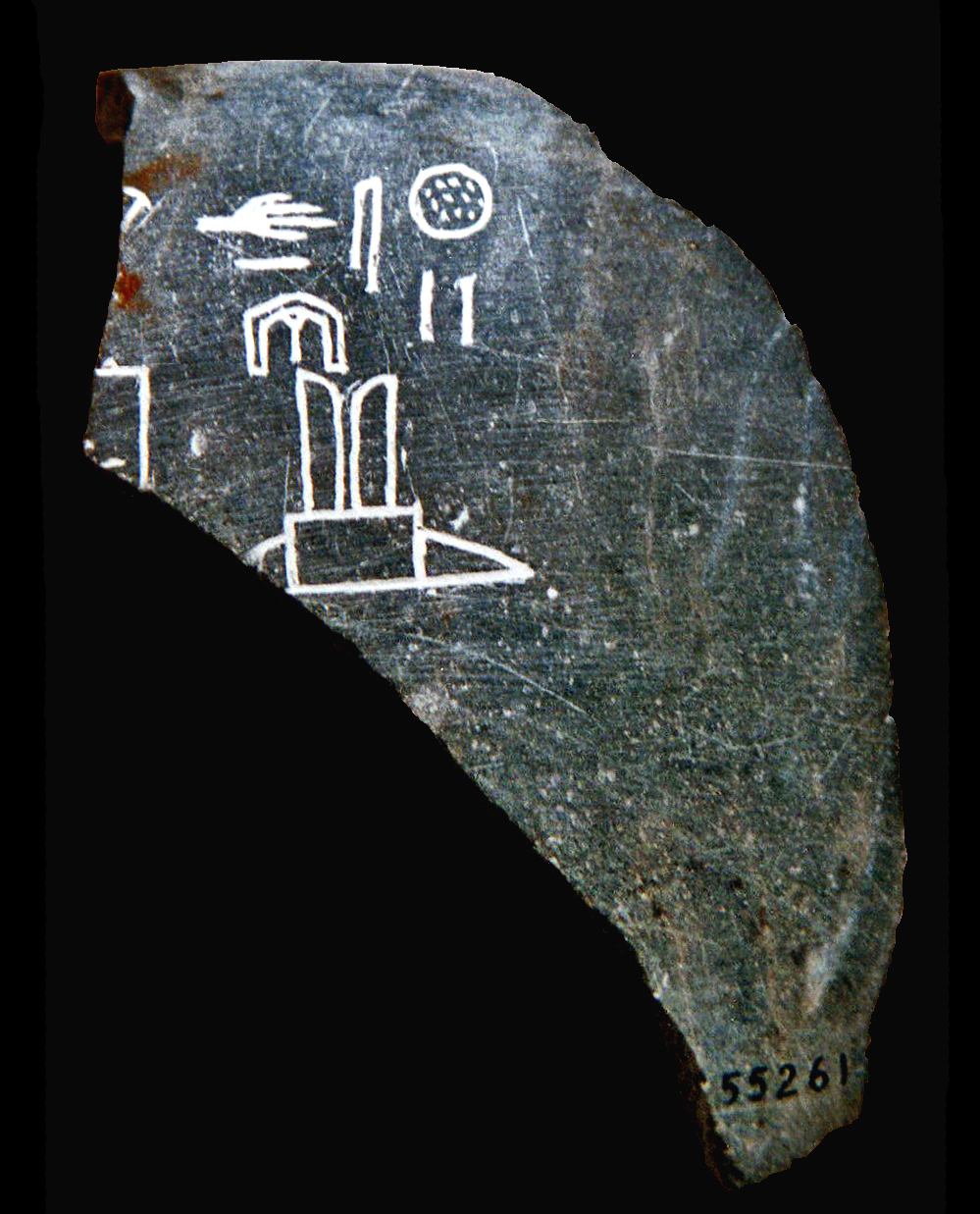
Gefäßfragment mit Namen des Qaa und Vermerk „2. Heb-sed“
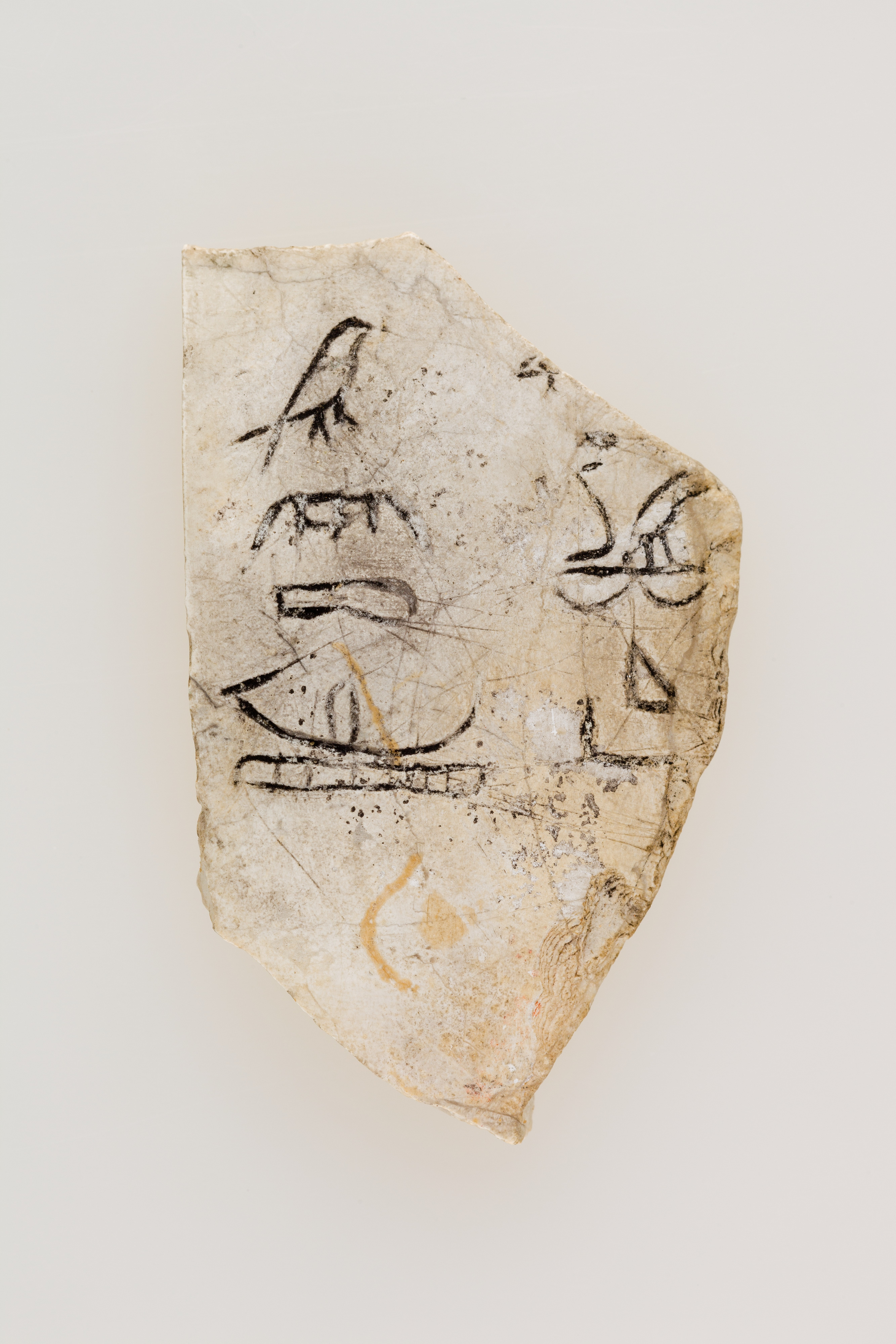
Gefäßfragment des Qaa mit Darstellung einer Königsbarke namens „Geschenk des goldenen Horus“

## Grabstätte

Plan des Grabes.

Von Qaa, dem letzten König der 1. Dynastie, kennt man das Grab in Abydos (Grab Q), welches ca. 30 mal 23 Meter groß ist. Es bestand aus einer unterirdischen Grabkammer, zu der eine Treppe hinabführte. Neben der Treppe fanden sich vier Vorratskammern. Das Grab war beraubt. Ein bemerkenswerter Fund ist ein Elfenbeinstäbchen, wohl von einem Spiel, auf dem ein gefesselter Asiate dargestellt ist, wie die Beischrift besagt. Neben den üblichen Gefäßsiegeln mit seinem Namen fand man in seinem Abydos-Grab zwei Stelen. Sie befinden sich heute in den Museen von Kairo und Pennsylvania (siehe Bild). Bis zum Beginn der 2. Dynastie war es altägyptische Tradition, dass ein Teil der Angehörigen des Königshauses in Nebengräbern bestattet wurde, die architektonisch direkt in die königliche Grabanlage integriert waren. Diese Tradition wurde unter König Qaa mit dessen Regierungsende aus noch nicht näher geklärten Gründen aufgegeben.